# Vasile Plăvan
Vasile Plăvan (n. 24 noiembrie 1889 comuna Cupca, județul Storojineț – d. 23 ianuarie 1939, Cernăuți) a fost un avocat, gazetar și publicist român din Bucovina.

## Biografie
Vasile Plăvan s-a născut la 24 noiembrie 1889 în familia lui Gheorghe și a Samfirei Plăvan, o famile de țărani înstăriți din Ducatul Bucovinei. A urmat școala primară în satul natal și cursul secundar la Liceul nr. 3 de stat din Cernăuți, în anul 1910 susținând bacalaureatul.

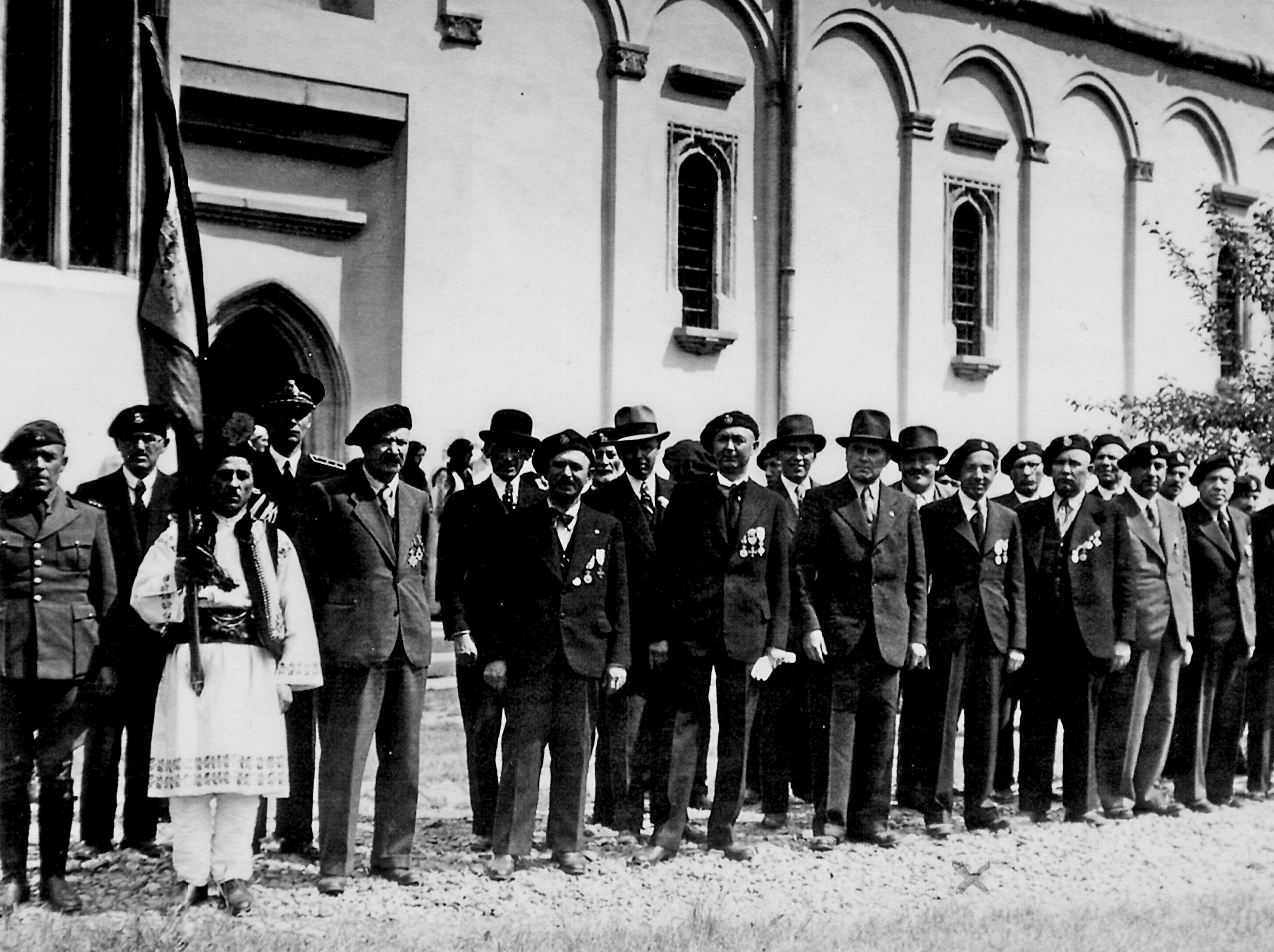
Vasile Plăvan şi voluntari bucovineni la Putna, 1934

În anul 1914 a trecut granița în România și a intrat slujbaș la Căile Ferate Române. A devenit elev al Școlii Militare de Infanterie din Botoșani (1916). Având gradul de Sublocotenent de rezervă, a făcut parte din regimentele 10 Vânători, apoi 2 Alba Iulia și a participat la Primul Război Mondial, ca voluntar-legionar.
În anul 1921 renunță la slujba de la Căile Ferate Române și întră în gazetărie. În anul 1922 susține un examen judiciar, student fiind, iar în 12 noiembrie 1923 și-a luat licența în Drept ca absolvent al facultății de profil din cadrul Universității din Cernăuți, iar în anul 1924 s-a căsătorit cu Vanda, născută Scholz, având naș pe profesorul Ion Nistor.  În anul 1929 a fost mobilizat în cadrul Regimentul 10 Vânători.
În anul 1934, alături de voluntari, intelectuali și țărani bucovineni a fost prezent la Mănăstirea Putna la comemorarea a 430 de ani de la moartea lui Ștefan cel Mare.
S-a stins din viață la 23 ianuarie 1939, fiind  înmormântat în cimitirul din Cernăuți în 25 ianuarie, cu onoruri militare date de un pluton al Regimentulului 4 pionieri.
„...Înmormântarea regretatului ziarist Vasile Plăvan; în rândurile asistenței, notăm pe: dr. Aurel Morariu, directorul ziarului Glasul Bucovinei, V. Bolocan, chestorul poliției, magistrați, avocați, prof. univ. Grămadă, prof. univ. Coroamă, ziariști, profesori, o delegație a Societății voluntarilor români, o delegație a meseriașilor români...au omagiat rarele calități ale mult regretatului defunct ...”—Ciobanu, P, în Glasul Bucovinei Nr. 5536 din 27 ianuarie 1939

## Cariera

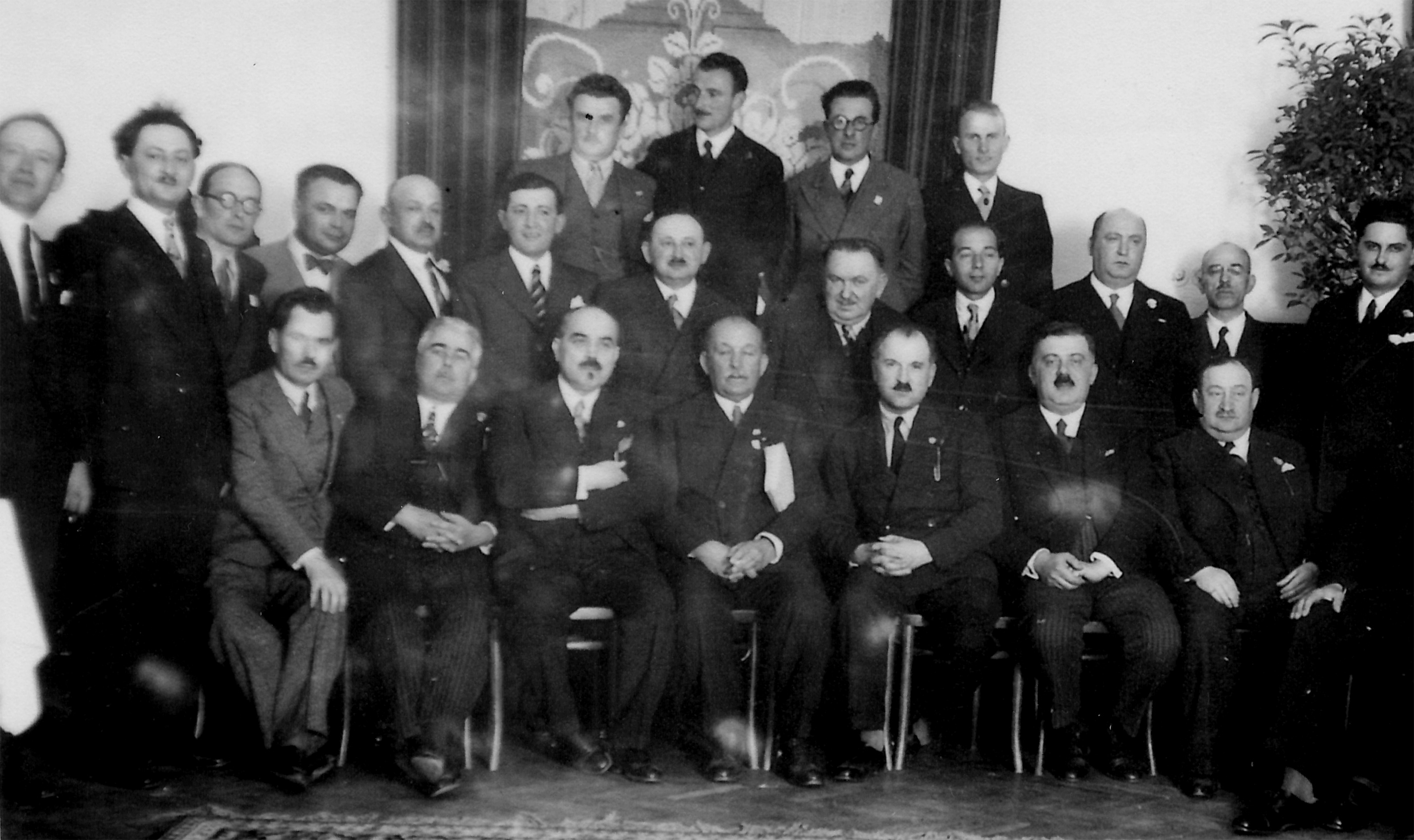
Gazetari bucovineni, Cernăuţi, anii '30, sec. al XX-lea

A lucrat 13 ani, între anii 1923-1936, ca gazetar (și redactor șef) la ziarul Glasul Bucovinei ) și Voluntarul bucovinean. Începând cu anul 1928 a devenit membru al Baroului avocaților din Bucovina. În perioada interbelică a mai fost avocat la Casa de Asigurări Sociale Cernăuți și la sucursala Băncii Naționale din Cernăuți. Între anii 1935-1936 a fost profesor de legislație la Cursul profesional pentru ucenici.
„...În cursul celor 13 ani de muncă în redacția ziarului Glasul Bucovinei am stăruit pentru întărirea elementului de baștină aici în Bucovina, pe temeiul credinței străbune în Dumnezeu, în cinste, corectitudine și mai ales în jertfă necrupețită pentru interesele superioare ale Statului...Cernăuți, noiembrie 1936”—Plăvan 1936:nota autorului
„...Un cărturar de o puritate cristalină și un patriot adânc însuflețit de comandamentul sacrificiului absolut pe altarul intereselor neamului. Ofițer, voluntar în Războiul de întregire a Neamului, publicist și ziarist, avocat și funcționar și în special om de ideal și de onoare...lasă în urmă o luminoasă pârtie de virtute, un nume de o sfântă curățenie și un exemplu de un adevărat românism, elegant și constructiv   ...”—Gurza 2013:Ziarul Suceava, nr. 20, din 27 ianuarie 1939, Cernăuți

## Scrieri
- Boabe de lacrimi (în ziarul Glasul Bucovinei) - articole ce cuprind pagini autobiografice, amintiri ale vremurilor de bejenie din Primul Război Mondial și ale vieții românești din Bucovina dinainte și după Unire
- Boabe de lacrimi, Vasile Plăvan, Tiparul Glasul Bucovinei, Cernăuți, 1936[22]
- Boabe de lacrimi[nefuncțională]
, Vasile Plăvan, Ed. Carpathia Press, 2007 (postum)

„...Boabe de lacrimi confirmă un autor de epocă. Proza lui este în chip izbitor sămănătoristă, eticistă și ,,iorghistă", arătîndu-ne un fel de Slavici de Bucovina...”—Plăvan 2007:postfață Artur Silvestri

## Decorații
- Medalia Ferdinand I cu spadă
- Coroana României
- Crucea comemorativă de război

## Afilieri
- Fondator al Breslei și Sindicatului ziariștilor din Bucovina[13]
- Asociația voluntarilor bucovineni[2][24]
- Uniunea Avocaților din România, Baroul Bucovinean[18][25]